# Dixyrazine
Dixyrazine, còn được gọi là dixypazin (oxalate), được bán dưới tên thương hiệu Ansiolene, Esocalm, Esucos, Metronal và Roscal, là một thuốc chống loạn thần điển hình của nhóm phenothiazine được mô tả là thuốc chống thần kinh và kháng histamine. Nó được giới thiệu lần đầu tiên ở Đức vào năm 1969. Nó được sử dụng như một thuốc an thần, giải lo âu và kháng histamine với liều từ 12,5 đến 75 mg mỗi ngày.